# Loon op Zand
Loon op Zand là một làng quê thị xã của tỉnh Noord-Brabant, Hà Lan. Khu vực con của Loon op Zand là Kaatsheuvel và De Moer.
Kaatsheuvel là quen mặt vì mảnh đất lôi cuốn Efteling. Phương bắc là đụn cát vườn quốc gia Hà Lan Loonse en Drunense Duinen (Tiếng Việt:vườn quốc gia đụn cát Loon và Drunen).